# هوغو شتورم
هوغو شتورم (بالروسية: Стурм, Хуго)‏ (و. 1891 – 1979 م) هو نحات، وفنان من الإمبراطورية الروسية، وإستونيا، والاتحاد السوفيتي، توفي عن عمر يناهز 88 عاماً.